# Конвенто Цоколанти (Терамо)
Конвенто Цоколанти (итал. Convento Zoccolanti) је насеље у Италији у округу Терамо, региону Абруцо.
Према процени из 2011. у насељу је живело 206 становника. Насеље се налази на надморској висини од 113 м.